# آموس كروس
آموس كروس (بالإنجليزية: Amos Cross)‏ هو لاعب كرة قاعدة أمريكي، ولد في 8 فبراير 1860 في ميلواكي في الولايات المتحدة، وتوفي في 16 يوليو 1888 في كليفلاند في الولايات المتحدة.

## وصلات خارجية
- آموس كروس على موقعبيزبول رفرنس.كوم (الدوري الرئيسي) (الإنجليزية)
- آموس كروس على موقعبيزبول رفرنس.كوم (الدوري الثانوي) (الإنجليزية)